# Purgatoire Eroïca
Pour plus de détails, voir Fiche technique et Distribution.
Purgatoire Eroïca (煉獄エロイカ, Rengoku eroica) est un film japonais réalisé par Yoshishige Yoshida, sorti en 1970.

## Fiche technique
- Titre : Purgatoire Eroïca
- Titre original : 煉獄エロイカ (Rengoku eroica?)
- Réalisation : Yoshishige Yoshida
- Scénario : Masahiro Yamada
- Pays d'origine : Japon
- Format : Noir et blanc - Mono - 35 mm
- Genre : Drame
- Durée : 118 minutes
- Date de sortie : 1970

## Distribution
- Mariko Okada : Nanako
- Kaizo Kamoda
- Naho Kimura : Jyoko
- Yoshiaki Makita : Shu
- Kaneko Iwasaki : Atsuko
- Toru Takeuchi : Kiyoshi
- Kazumi Tsutsui : Ayu